# Castillo de Orellana de la Sierra
El Castillo de Orellana de la Sierra, también llamado Castillo de los García Bejarano, es una edificación defensiva y sus orígenes se remontan al último tercio del siglo XIII. Se encuentra en el municipio español de Orellana de la Sierra, a 144 km al sur de Badajoz, capital de la provincia del mismo nombre, en la Comunidad Autónoma de Extremadura, que está entre la falda de la sierra de Orellana y el embalse de Orellana. Está ubicado en la propia localidad, en la parte más alta de ella. 

## Historia
Según cuenta la tradición, el castillo fue construido por Alvar García-Bejarano. El padre de Alvar fue uno de los dos únicos supervivientes de la matanza que ordenó el rey  Sancho el Bravo en Badajoz en el año 1289, de las personas de esta familia. El rey  Enrique II, llamado «el Fratricida» o «el de las Mercedes», donó a Alvar García-Bejarano el título de «Señorío de Orellana de la Sierra» con la misión de repoblar la zona. La familia Bejarano cambió su apellido por el de Orellana. Posteriormente la propiedad de la fortaleza pasó a ser del Duque de la Roca.

## El Castillo
La planta del castillo era rectangular y estaba reforzado por torres y cubos en las esquinas que han desaparecido en gran parte. Solamente permanece bien visible un lienzo de muralla con las dos torres en sus extremos así como algunos cimientos de otros trozos de muralla. Sobre la puerta principal hay un escudo de la familia Bejarano de finales del siglo XVI.